# Have You Seen Me Lately
Have You Seen Me Lately è il diciassettesimo album in studio della cantautrice statunitense Carly Simon, pubblicato nel 1990.

## Tracce
1. Better Not Tell Her – 5:21
2. Didn't I? – 2:51
3. Have You Seen Me Lately? – 4:16
4. Life Is Eternal – 5:25
5. Waiting at the Gate – 6:17
6. Happy Birthday – 4:53
7. Holding Me Tonight – 4:17
8. It's Not Like Him – 4:31
9. Don't Wrap It Up – 4:19
10. Fisherman's Song – 3:54
11. We Just Got Here – 4:22